# Oncourt
Oncourt is een voormalige Franse gemeente in het departement Vosges in de regio Grand Est en maakt deel uit van het arrondissement Épinal. De plaats telde 195 inwoners op 1 januari 2018.

## Geschiedenis
In maart 2015 werd het kanton Châtel-sur-Moselle, waar de gemeente onderdeel van uitmaakte, opgeheven en werd ze opgenomen in het nieuwgevormde kanton Golbey. 
Op 1 januari 2016 fuseerde de gemeente met Girmont en Thaon-les-Vosges tot de gemeente (commune nouvelle) Capavenir Vosges, die op 1 januari 2022 werd hernoemd naar Thaon-les-Vosges.

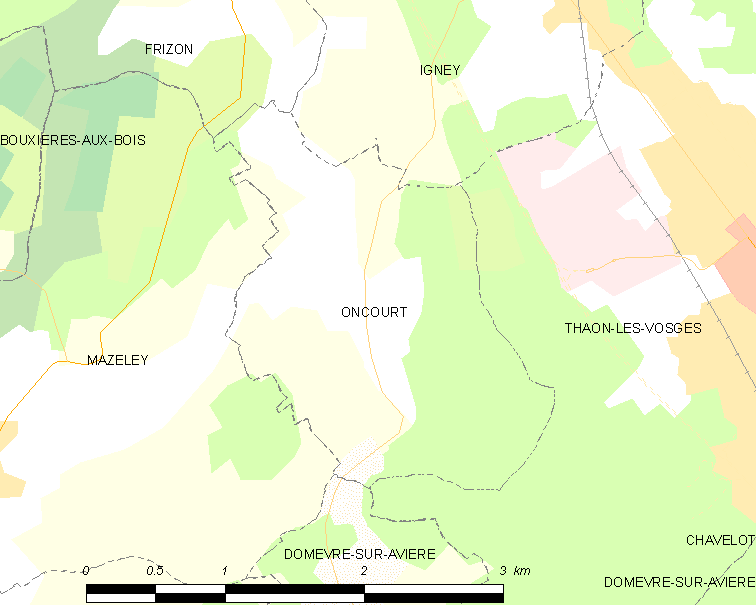
De ligging van de voormalige gemeente

## Demografie
Onderstaande figuur toont het verloop van het inwonertal.
Girmont · Oncourt · Thaon-les-Vosges